# Comitês de Resistência Popular (Palestina)
Os Comitês (português brasileiro) ou Comités (português europeu) de Resistência Popular (CRP) (em árabe: لجان_المقاومة_الشعبية) são uma coalizão de milícias palestinas que operam na Faixa de Gaza. O CRP é considerado uma organização terrorista por Israel e Estados Unidos.
O CRP foi fundado em 2000 por grupos que se opõem ao que consideram ser a abordagem conciliatória da Autoridade Palestiniana e da Fatah em relação a Israel. Seu fundador é o ex-membro do Fatah Jamal Abu Samhadana, a CRP é composta principalmente por ex-combatentes do Fatah e ex-militantes das Brigadas dos Mártires de Al-Aqsa (a ala militar do Fatah) e é alegada por Israel como inspirada e financiada pelo Hezbollah. O atual líder da CRP é Ayman al-Shashniya. Sua ala militar é conhecida como as Brigadas Al-Nasser Salah al-Deen. O CRP é conhecido por ter executado uma série de operações variadas, mas é especializada na colocação de bombas nas estradas e cargas explosivas em veículos - dirigidas contra comboios militares e civis.
Acredita-se que a CRP seja a terceira facção mais forte ativa na Faixa de Gaza, depois do Hamas e da Jihad Islâmica.